# Pitcairnia jaramilloi
Pitcairnia jaramilloi är en gräsväxtart som beskrevs av Ganapathy Subramaniam Varadarajan och Enrique Forero. Pitcairnia jaramilloi ingår i släktet Pitcairnia och familjen Bromeliaceae.
Artens utbredningsområde är Colombia. Inga underarter finns listade i Catalogue of Life.